# واسیل کراینیک
واسیل کراینیک (انگلیسی: Vasyl Krainyk؛ زادهٔ ۷ ژوئن ۱۹۹۶) ورزشکار ورزش شنا اهل اوکراین است.
وی در مسابقات کشوری و بین‌المللی در مجموع برندهٔ ۱ مدال طلا، ۱ مدال نقره، ۳ مدال برنز شده‌است.